# Awdy Kulyýew
Awdy Kulyýew (* 30. Juli 1936 in Aşgabat, Turkmenische Sozialistische Sowjetrepublik; † 10. April 2007 in Oslo, Norwegen) war ein turkmenischer Politiker im Exil und ehemaliger Außen- und Außenwirtschaftsminister Turkmenistans und stellvertretender Ministerpräsident.

## Rolle in Turkmenistan
Awdy Kulyýew war in den frühen 1990er-Jahren Minister in Turkmenistan im Kabinett von Diktator Saparmyrat Nyýazow.
Ab April 1998 stand Kulyýew unter Hausarrest in Aşgabad, da ihm Kontakte zur Exilopposition nachgesagt wurden.

## Wirken im Exil
Awdy Kulyýew lebte später in Norwegen. Zuvor wirkte er in Moskau als Leiter der Oppositionsgruppe „Fonds Turkmenistan“.
Nach dem Tod von Nyýazow plante Kulyýew gemäß Schlagzeilen eine „Mehlrevolution“, zu deren Verwirklichung es jedoch nie kam.